# Boophis albilabris

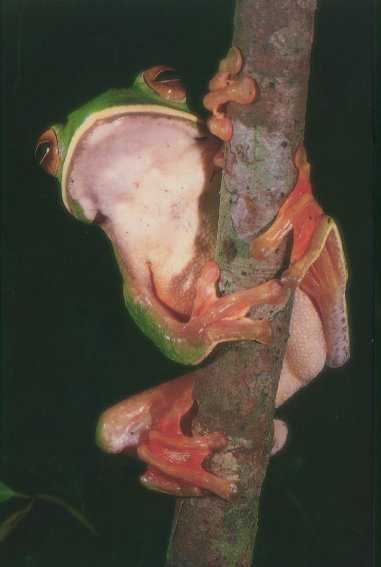
Unterseite

Verbreitung 2008

Boophis albilabris, zuweilen auch Weißlippen-Madagaskarruderfrosch genannt, ist eine endemisch auf Madagaskar vorkommende, kletternde Froschlurchart (Anura) aus der Familie der Madagaskarfrösche (Mantellidae).

## Merkmale
Mit einer Kopf-Rumpf-Länge von 68 bis zu 81 Millimetern bei den Weibchen und von 43 bis zu 73 Millimetern bei den Männchen handelt es sich bei Boophis albilabris um eine auffallend große Boophis-Art. Kopf, Rücken sowie die Gliedmaßen sind meist grünlich, zuweilen auch bräunlich gefärbt. Gelegentlich heben sich einige schwarzbraune Flecke auf dem Rücken ab. Die Rückenhaut der Weibchen ist glatt oder leicht körnig strukturiert. Während der Paarungszeit zeigen die Männchen auffällige Tuberkel auf dem Rücken. Flanken und Beine zeigen oftmals eine Marmorierung oder Streifenzeichnung in leicht verdunkelter Grundfarbe. Die Körperunterseite ist cremefarben. Die Schwimmhäute an den Händen sind moderat, zwischen den Zehen hingegen sehr deutlich ausgebildet und haben eine rötlich braune Farbe. Arttypisch ist die deutlich gelblich weiß gefärbte Oberlippe. Die Augen sind groß, die Iris ist braun. Im englischen Sprachgebrauch wird die Art als White-lipped Bright-eyed Frog bezeichnet.

## Ähnliche Arten
Bei den ähnlich großen Boophis-Arten Boophis goudoti (50 bis 87 mm) und Boophis opisthodon (52 bis 85 mm) treten keine grün gefärbten Individuen auf und sie unterscheiden sich dadurch, dass sie zwischen den Fingern kaum Schwimmhäute besitzen.
Die kleineren, grünen Boophis-Arten Boophis luteus  (35 bis 60 mm) und Boophis elenae (40 bis 62 mm) unterscheiden sich dadurch, dass sie keine gelblich weiß gefärbte Oberlippe zeigen.

## Verbreitung und Lebensraum
Boophis albilabris ist auf Madagaskar endemisch und kommt in einem langen, schmalen Streifen auf der Ostseite der Insel verbreitet vor. Die Art besiedelt bevorzugt Regenwälder in Höhenlagen zwischen 100 und 1000 Metern.

## Lebensweise
Boophis albilabris lebt in dichter Vegetation in der Nähe von Bächen. Die Hauptnahrung der Frösche bilden Insekten. Bei Gefahr nehmen sie eine passive Abwehrhaltung ein, indem sie sich ruhig verhalten und die Vorderbeine über dem Kopf verschränken. In den Monaten August und März sind in der Nacht die Paarungsrufe der Männchen zu vernehmen, die gerne ca. drei Meter über der Erdoberfläche in der Vegetation sitzen. Ein untersuchtes trächtiges Weibchen enthielt 421 Eier mit einem Durchmesser von 2,5 Millimetern. Details zur Entwicklung der Art müssen noch erforscht werden.

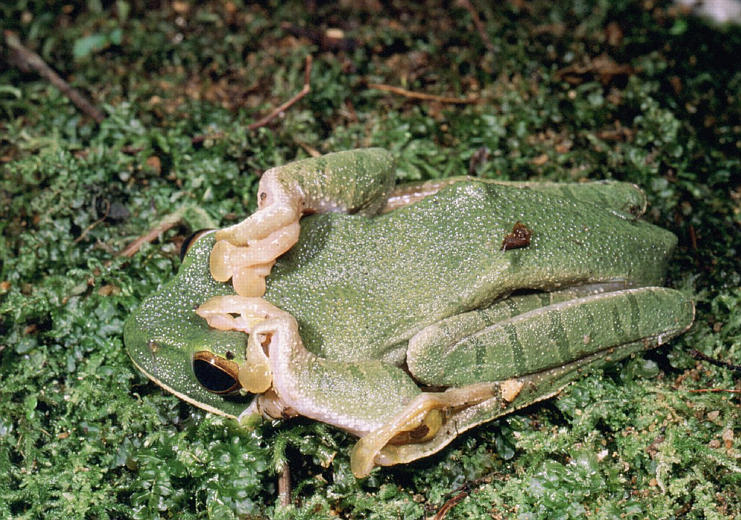
Passive Abwehrhaltung
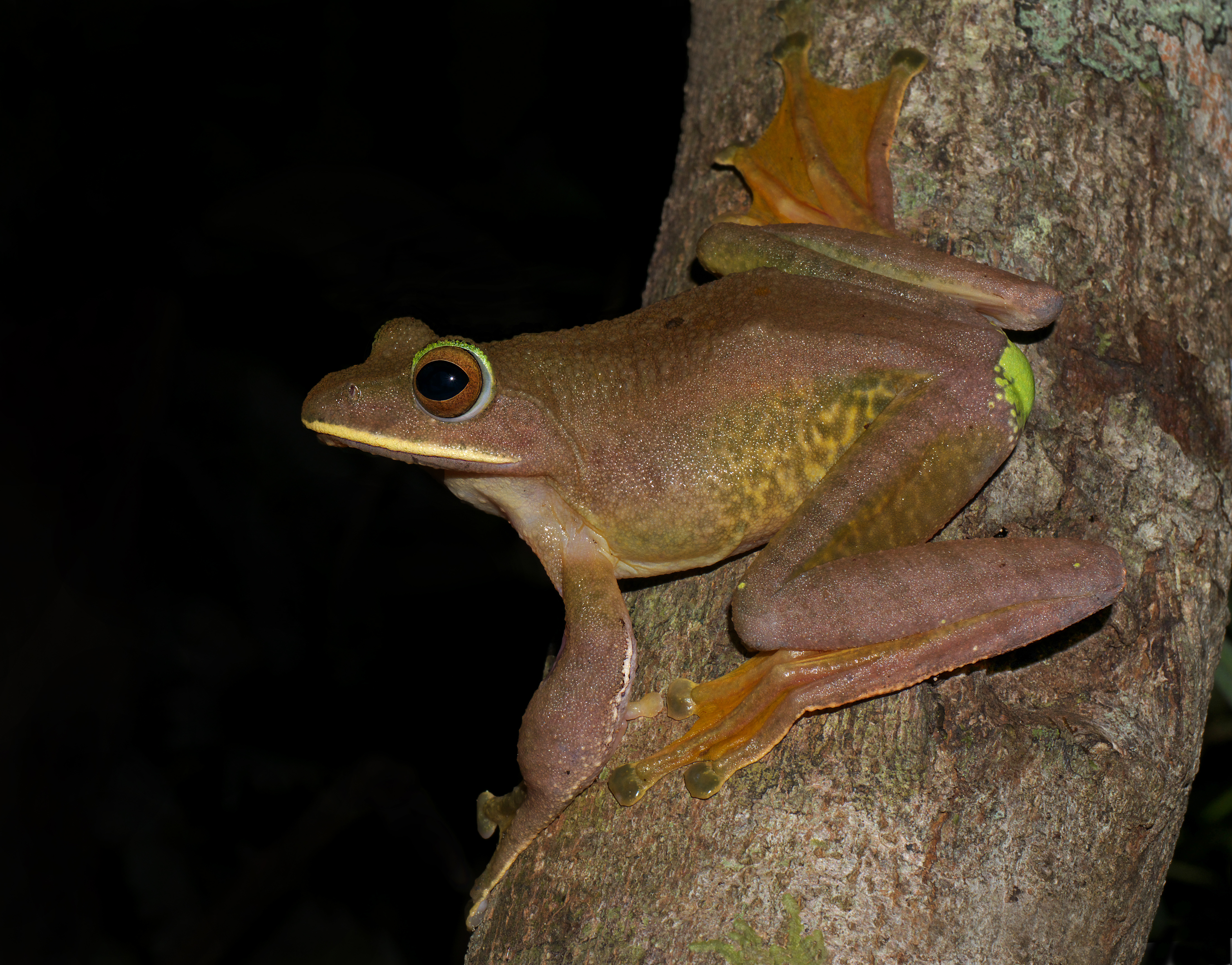
Bräunliche Form
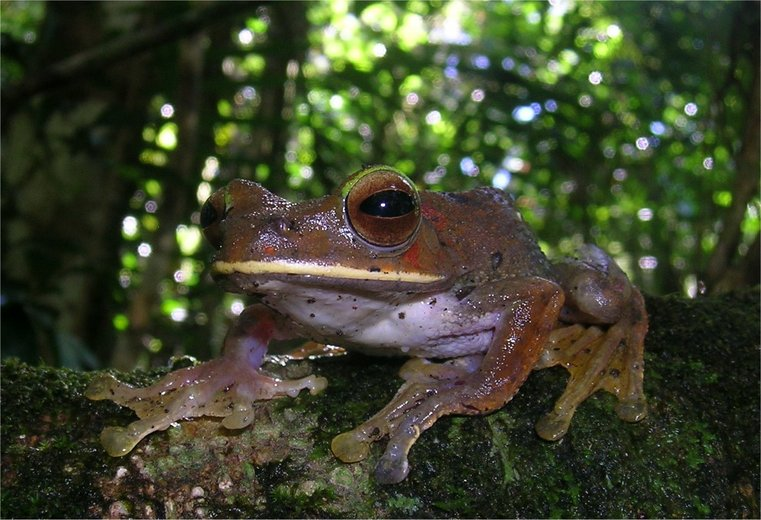
Kopf von B. albilabris

## Gefährdung
Aufgrund des großen Verbreitungsgebiets wird Boophis albilabris von der Weltnaturschutzorganisation IUCN als „least concern = nicht gefährdet“ geführt. Eine gewisse Gefährdung der Art ergibt sich aufgrund von Lebensraumveränderungen durch Entwaldung, verstärkte Landwirtschaft oder Beweidung sowie durch Urbanisierung.